# Ministerio de Agricultura, Ganadería y Abastecimiento (Brasil)

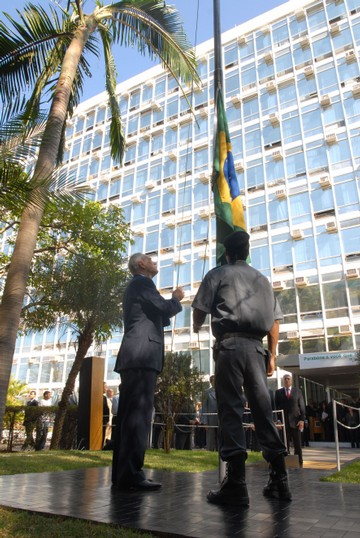
El ministro Reinhold Stephanes en la conmemoración del aniversario de 147 años del ministerio, el 28 de julio de 2007.
Foto: Marcello Pareja Jr/Abr

El Ministerio de la Agricultura, Ganadería y Abastecimiento (MAPA sigla en portugués) es un ministerio del Poder Ejecutivo de Brasil cuya competencia es formular e implementar las políticas para el desarrollo de la agroindustria, integrando los aspectos de mercado, tecnológicos, organizacionales y ambientales, para la atención de los consumidores del país y del exterior, promoviendo seguridad alimentaria, generación de renta y empleo, reducción de las desigualdades e inclusión social.
El MAPA ejerce sus actividades en los estados brasileños a través de las Superintendencias Federales de Agricultura (SFAs).

## Historia
El ministerio fue creado por Don Pedro II, en 28 de julio de 1860, por el decreto n.º 1.067, de la "Secretaría de Estado de los Negocios de la Agricultura, Comercio y Obras Públicas".
Después de la Proclamación de la República del Brasil, en 1892, la Secretaría fue transformada en "Ministerio de la Industria, Viario y Obras Públicas", por el decreto n.º 1.142, quedando los asuntos de agricultura responsabilidad de la segunda sección de la tercera dirección del ministerio. Fue solamente, en 1909, por el decreto n.º 7.501, vuelta a crear la sección de la agricultura, en un ministerio que incorporó las actividades conectadas a la industria y al comercio, siendo designado de "Ministerio de la Agricultura, Industria y Comercio". En 1930, nueva alteración, con la creación del "Ministerio de la Agricultura".
En 1992, es nuevamente alterada la denominación para "Ministerio de la Agricultura, Abastecimiento y Reforma Agraria", y, en 1996, sufrió nueva alteración para "Ministerio de la Agricultura y del Abastecimiento". Finalmente, en 2001, recibe la denominación actual: "Ministerio de la Agricultura, Ganadería y Abastecimiento".

## Estructura Organizacional

### Unidades Administrativas

#### Órgano de Asistencia directa e inmediata al Ministro de Estado
- Gabinete del Ministro (GM)
- Asesoría de Gestión Estratégica (ACTÚA)
- Secretaría-Ejecutiva:Subsecretaria de Planificación, Presupuesto y Administración (SI/SPOA)
- Consultoría Jurídica (CJ)
- Ouvidoria

#### Órganos Colegiados
- Comisión Especial de Recursos (CER)
- Consejo Nacional de Política Agrícola (CNPA)
- Consejo Deliberativo de Política del Café (CDPC)
- Comisión Coordinadora de la Creación del Caballo Nacional (CCCCN)

### Unidades Descentralizadas
- Laboratorios Nacionales Agropecuarios (LANAGROs)
- Superintendencias Federales de Agricultura, Pecuaria y Abastecimiento (SFAs)